# Sbartacus
Sbartacus (France) ou On n'enferme pas les Bart sauvages (Québec) (Wild Barts Can't Be Broken) est le 11e épisode de la saison 10 de la série télévisée d'animation Les Simpson.

## Synopsis
Homer déteste les Isotopes de Springfield, l'équipe de Baseball de la ville, jusqu'à ce qu'ils soient en finale. Les Isotopes gagnent et Homer, Barney, Lenny et Carl saccagent tout dans l'école. La police accuse les enfants et leur impose un couvre-feu. Les enfants ne veulent pas et ils violent le couvre-feu. Après avoir vu un film, ils montent une chaîne de radio où ils dévoilent les secrets honteux des adultes de Springfield jusqu'à ce qu'ils récupèrent la liberté.